# Liste des conjoints des souverains anglais
Les conjoints des souverains anglais sont les épouses (ou époux) des monarques d'Angleterre. Ce sont, pour la plupart, des femmes, qui ont toutes reçu le titre de reine. Les époux des souveraines régnantes, en revanche, ont porté différents titres : rois pour Philippe II d'Espagne, époux de Marie Ire, ou Guillaume III, époux de Marie II (voir ces noms dans la liste des rois d'Angleterre), prince pour l'époux de la reine Anne. Le terme de consort, inexistant au Moyen Âge ou à la Renaissance, apparaît au XVIIe siècle dans un contexte où une femme peut monter sur le trône, nécessitant une distinction entre une reine régnante et l'épouse du souverain. Il s'applique après l'avènement de la reine Anne pour désigner son époux, et sera repris pour désigner les conjoints des monarques britanniques, bien que n'apparaissant pas dans la titulature officielle, puis pour ceux de monarques d'autres États. Le royaume d'Angleterre ayant fusionné avec le royaume d'Écosse en 1707 pour former le royaume de Grande-Bretagne, il n'y a donc plus de reines ni de princes consorts anglais à partir de cette date.
- Après 1707, voir Liste des reines et princes consorts britanniques
- Pour leur conjoint, voir Liste des monarques d'Angleterre
- Pour les princesses de Galles, voir Liste des princesses de Galles

## Liste des reines et princes consorts anglais

### Jusqu'à la conquête normande de l'Angleterre (924-1066)
| Portrait                                 | Nom                                             | Dates                   | Conjoint              | Remarques |
| ---------------------------------------- | ----------------------------------------------- | ----------------------- | --------------------- | --- |
|                                          | Ælfgifu de Shaftesbury (morte en 944)           | vers 939 – 944          | Edmond Ier            | Fille d'une certaine Wynflæd, elle épouse Edmond aux alentours de son avènement, en 939. Ils ont deux fils, Eadwig et Edgar. |
|                                          | Æthelflæd de Damerham (morte entre 962 et 991)  | 944 – 946               | Edmond Ier            | Fille de l'ealdorman Ælfgar, elle épouse Edmond en 944. Ils n'ont pas d'enfants. Après la mort du roi, elle se remarie avec l'ealdorman Æthelstan Rota. |
| Portrait imaginaire d'Ælfgifu.           | Ælfgifu (morte entre 966 et 975 ?)              | 955 – 958               | Eadwig                | Fille d'une certaine Æthelgifu, elle épouse Eadwig aux alentours de son avènement, mais leur mariage est annulé pour raisons de consanguinité par l'archevêque Oda de Cantorbéry.                                                                                                  |
| Portrait imaginaire d'Ælfthryth.         | Ælfthryth (morte entre 999 et 1001)             | 964/965 – 975           | Edgar                 | Fille de l'ealdorman Ordgar, elle épouse Edgar en 964 ou 965, après la mort de son premier mari, l'ealdorman Æthelwald. Elle est couronnée et ointe à Bath le 11 mai 973 : c'est le premier sacre connu d'une reine anglaise. Ils ont deux fils, dont le roi Æthelred le Malavisé. |
|                                          | Ælfgifu (morte avant 1002 ?)                    | vers 985 – avant 1002   | Æthelred le Malavisé  | Fille probable de l'ealdorman Thored, elle épouse Æthelred vers le milieu des années 980. Ils ont dix enfants, dont le roi Edmond Côte-de-Fer et les princes Æthelstan et Eadwig. Elle est répudiée ou meurt avant 1002, date du second mariage d'Æthelred.                        |
| Portrait imaginaire d'Emma de Normandie. | Emma de Normandie (vers 984 – 6 mars 1052)      | 1002 – 1013 1014 – 1016 | Æthelred le Malavisé  | Fille du duc de Normandie Richard Ier et de Gunnor, elle épouse Æthelred en 1002. Ils ont trois enfants : le roi Édouard le Confesseur, Alfred et Godgifu. |
|                                          | Ealdgyth (morte après 1016)                     | 1016                    | Edmond Côte-de-Fer    | Veuve du thegn Sigeferth, elle épouse Edmond en 1015. Ils ont deux enfants, Édouard et Edmond. |
| Portrait imaginaire d'Emma de Normandie. | Emma de Normandie (vers 984 – 6 mars 1052)      | 1017 – 1035             | Knut le Grand         | Veuve d'Æthelred le Malavisé, elle se remarie avec Knut en 1017. Ils ont deux enfants, Hardeknut et Gunhild. |
| Portrait imaginaire d'Édith de Wessex.   | Édith de Wessex (avant 1027 – 18 décembre 1075) | 1045 – 1066             | Édouard le Confesseur | Fille du comte Godwin et de Gytha Thorkelsdóttir, elle épouse Édouard le 23 janvier 1045. Ils n'ont pas d'enfants. |
|                                          | Édith de Mercie (morte après 1066)              | 1066                    | Harold Godwinson      | Fille du comte Ælfgar, elle épouse Harold après la mort de son premier mari, le prince gallois Gruffydd ap Llywelyn, survenue en 1063. Elle est la mère d'au moins un des fils de Harold, également nommé Harold.                                                                  |

### Sous les rois normands (1066-1154)
| Portrait                                                | Nom                                                | Dates       | Conjoint                | Remarques |
| ------------------------------------------------------- | -------------------------------------------------- | ----------- | ----------------------- | --- |
| Statue à l'effigie (imaginaire) de Mathilde de Flandre. | Mathilde de Flandre (vers 1031 – 2 novembre 1083)  | 1066 – 1083 | Guillaume le Conquérant | Fille du comte de Flandre Baudouin V et d'Adèle de France, elle épouse Guillaume en 1050 ou 1051. Ils ont huit enfants : Robert Courteheuse, Richard, Guillaume le Roux, Henri Ier, Adélaïde, Cécile, Constance et Adèle. Elle est sacrée le 11 mai 1068. |
| Portrait imaginaire de Mathilde d'Écosse.               | Mathilde d'Écosse (1080 – 1er mai 1118)            | 1100 – 1118 | Henri Ier               | Fille du roi d'Écosse Malcolm III et de Marguerite de Wessex, elle épouse Henri le 11 novembre 1100 et elle est sacrée le même jour. Ils ont deux enfants, Mathilde l'Emperesse et Guillaume Adelin.                                                      |
| Portrait imaginaire d'Adélaïde de Louvain.              | Adélaïde de Louvain (vers 1103 – 23 avril 1151)    | 1121 – 1135 | Henri Ier               | Fille du comte de Louvain Godefroid Ier et d'Ida de Chiny, elle épouse Henri le 24 janvier 1121 et elle est sacrée le 30. Ils n'ont pas d'enfants. Après sa mort, elle se remarie avec le comte Guillaume d'Aubigny.                                      |
| Portrait imaginaire de Mathilde de Boulogne.            | Mathilde de Boulogne (vers 1103 – 3 mai 1152)      | 1135 – 1152 | Étienne                 | Fille du comte de Boulogne Eustache III et de Marie d'Écosse, elle épouse Étienne en 1125 et elle est sacrée le 22 mars 1136. Ils ont cinq enfants, dont Eustache IV, Guillaume et Marie.                                                                 |
| Portrait de Geoffroy d'Anjou sur sa tombe.              | Geoffroy d'Anjou (24 août 1113 – 7 septembre 1151) | 1141        | Mathilde l'Emperesse    | Fils du comte d'Anjou Foulques V et d'Erembourg du Maine, il épouse Mathilde le 17 juin 1128. Ils ont trois enfants : Henri II, Geoffroy VI et Guillaume. Sa femme est brièvement reconnue « dame des Anglais » pendant l'Anarchie anglaise.              |

### Sous les Plantagenêt (1154-1485)
| Portrait                                     | Nom                                                      | Dates       | Conjoint             | Remarques | Blason |
| -------------------------------------------- | -------------------------------------------------------- | ----------- | -------------------- | --- | --- |
| Gisant d'Aliénor d'Aquitaine.                | Aliénor d'Aquitaine (vers 1122 – 1er avril 1204)         | 1154 – 1189 | Henri II             | Fille du duc d'Aquitaine Guillaume X et d'Aénor de Châtellerault, elle épouse Henri le 19 décembre 1154, après avoir divorcé du roi de France Louis VII en 1152, et elle est sacrée le même jour. Ils ont huit enfants : Guillaume IX, Henri le Jeune, Mathilde, Richard, Geoffroy II, Aliénor, Jeanne et Jean sans Terre.                                                            | Fille du duc d'Aquitaine Guillaume X et d'Aénor de Châtellerault, elle épouse Henri le 19 décembre 1154, après avoir divorcé du roi de France Louis VII en 1152, et elle est sacrée le même jour. Ils ont huit enfants : Guillaume IX, Henri le Jeune, Mathilde, Richard, Geoffroy II, Aliénor, Jeanne et Jean sans Terre. |
| Portrait imaginaire de Marguerite de France. | Marguerite de France (1158 – 18 septembre 1197)          | 1172 – 1183 | Henri le Jeune       | Fille du roi de France Louis VII et de Constance de Castille, elle épouse Henri, roi associé à son père, le 2 novembre 1170, et elle est sacrée le 27 août 1172. Ils n'ont pas d'enfants. Après la mort de son mari, elle se remarie avec le roi de Hongrie Béla III en 1186. | Fille du roi de France Louis VII et de Constance de Castille, elle épouse Henri, roi associé à son père, le 2 novembre 1170, et elle est sacrée le 27 août 1172. Ils n'ont pas d'enfants. Après la mort de son mari, elle se remarie avec le roi de Hongrie Béla III en 1186.                                              |
| Gisant de Bérengère de Navarre.              | Bérengère de Navarre (1163 – 23 décembre 1230)           | 1191 – 1199 | Richard Cœur de Lion | Fille du roi de Navarre Sanche VI et de Sancha de Castille, elle épouse Richard le 12 mai 1191 et elle est sacrée le même jour. Ils n'ont pas d'enfants. | Blason de Bérengère de Navarre. |
| Gisant d'Isabelle d'Angoulême.               | Isabelle d'Angoulême (vers 1190 – 4 juin 1246)           | 1200 – 1216 | Jean sans Terre      | Fille du comte d'Angoulême Aymar Taillefer et d'Alix de Courtenay, elle se marie le 24 août 1200 avec Jean, dont le premier mariage avec Isabelle de Gloucester a été annulé en 1199. Elle est sacrée le 8 octobre. Ils ont cinq enfants : Henri III, Richard, Jeanne, Isabelle et Aliénor. Après la mort de son mari, elle se remarie avec le seigneur Hugues X de Lusignan en 1220. | Blason d'Isabelle d'Angoulême. |
| Portrait imaginaire d'Éléonore de Provence.  | Éléonore de Provence (1223 – 26 juin 1291)               | 1236 – 1272 | Henri III            | Fille du comte de Provence Raimond-Bérenger V et de Béatrice de Savoie, elle épouse Henri le 14 janvier 1236 et elle est sacrée le 20. Ils ont neuf enfants, dont Édouard Ier, Marguerite, Béatrice, Edmond et Catherine. | Blason d'Éléonore de Provence. |
| Portrait imaginaire d'Éléonore de Castille.  | Éléonore de Castille (vers 1241 – 28 novembre 1290)      | 1272 – 1290 | Édouard Ier          | Fille du roi de Castille Ferdinand III et de Jeanne de Dammartin, elle épouse Édouard le 18 octobre 1254 et elle est sacrée le 19 août 1274. Ils ont seize enfants, dont Jean, Henri, Aliénor, Jeanne, Alphonse, Marguerite, Marie, Élisabeth et Édouard II. | Blason d'Éléonore de Castille. |
| Statue de Marguerite de France.              | Marguerite de France (1279 ? – 14 février 1318)          | 1299 – 1307 | Édouard Ier          | Fille du roi de France Philippe III et de Marie de Brabant, elle épouse Édouard le 8 ou le 9 septembre 1299. Ils ont trois enfants : Thomas, Edmond et Aliénor. | Blason de Marguerite de France. |
| Portrait imaginaire d'Isabelle de France.    | Isabelle de France (vers 1295 – 22 août 1358)            | 1308 – 1327 | Édouard II           | Fille du roi de France Philippe IV et de Jeanne de Navarre, elle épouse Édouard le 25 janvier 1308 et elle est sacrée le 25 février. Ils ont quatre enfants : Édouard III, Jean, Aliénor et Jeanne. | Blason d'Isabelle de France. |
| Gisant de Philippa de Hainaut.               | Philippa de Hainaut (vers 1314 – 15 août 1369)           | 1328 – 1369 | Édouard III          | Fille du comte de Hainaut Guillaume Ier et de Jeanne de Valois, elle épouse Édouard le 24 janvier 1328 et elle est sacrée le 18 février 1330. Ils ont douze enfants, dont Édouard, Isabelle, Jeanne, Lionel, Jean, Edmond, Marie, Marguerite et Thomas. | Blason de Philippa de Hainaut. |
| Portrait imaginaire d'Anne de Luxembourg.    | Anne de Bohême (11 mai 1366 – 7 juin 1394)               | 1382 – 1394 | Richard II           | Fille de l'empereur Charles IV et d'Élisabeth de Poméranie, elle épouse Richard le 20 janvier 1382 et elle est sacrée le 22. Ils n'ont pas d'enfants. | Blason d'Anne de Bohême. |
| Portrait imaginaire d'Isabelle de Valois.    | Isabelle de Valois (9 novembre 1389 – 13 septembre 1409) | 1396 – 1399 | Richard II           | Fille du roi de France Charles VI et d'Isabeau de Bavière, elle épouse Richard le 31 octobre 1396 et elle est sacrée le 8 janvier 1397. Ils n'ont pas d'enfants. Après la mort de son mari en 1400, elle se remarie avec le duc Charles d'Orléans en 1406. | Blason d'Isabelle de Valois. |
| Gisant de Jeanne de Navarre.                 | Jeanne de Navarre (vers 1370 – 9 juillet 1437)           | 1403 – 1413 | Henri IV             | Fille du roi de Navarre Charles II et de Jeanne de Valois, veuve du duc de Bretagne Jean IV, elle se remarie le 7 février 1403 avec Henri, veuf de sa première femme Marie de Bohun. Elle est sacrée le 26. Ils n'ont pas d'enfants. | Blason de Jeanne de Navarre. |
| Portrait imaginaire de Catherine.            | Catherine de Valois (27 octobre 1401 – 3 janvier 1437)   | 1420 – 1422 | Henri V              | Fille du roi de France Charles VI et d'Isabeau de Bavière, elle épouse Henri le 2 juin 1420 et elle est sacrée le 23 février 1421. Ils ont un fils, Henri VI. Après la mort de son mari, elle se remarie en secret avec le seigneur gallois Owen Tudor. | Blason de Catherine de Valois. |
| Portrait imaginaire de Marguerite.           | Marguerite d'Anjou (23/24 mars 1430 – 25 août 1482)      | 1445 – 1461 | Henri VI             | Fille du duc René d'Anjou et d'Isabelle de Lorraine, elle épouse Henri le 23 avril 1445 et elle est sacrée le 30 mai. Ils ont un fils, Édouard. Elle rentre en France après la déposition de son mari. | Blason de Marguerite d'Anjou. |
| Portrait imaginaire d'Élisabeth.             | Élisabeth Woodville (1437 – 8 juin 1492)                 | 1464 – 1470 | Édouard IV           | Fille de Richard Woodville et de Jacquette de Luxembourg, veuve de John Grey, elle épouse Édouard en 1464 et elle est sacrée le 26 mai 1465. Ils ont dix enfants : Élisabeth, Marie, Cécile, Édouard V, Marguerite, Richard, Anne, Georges, Catherine et Brigitte. | Blason d'Élisabeth Woodville. |
| Portrait imaginaire de Marguerite.           | Marguerite d'Anjou (23/24 mars 1430 – 25 août 1482)      | 1470 – 1471 | Henri VI             | Son mari est brièvement restauré en octobre 1470, puis déposé à nouveau en avril 1471 et meurt quelques mois plus tard. Elle est emprisonnée jusqu'à ce que son cousin Louis XI paie sa rançon et finit sa vie en France. | Blason de Marguerite d'Anjou. |
| Portrait imaginaire d'Élisabeth.             | Élisabeth Woodville (1437 – 8 juin 1492)                 | 1471 – 1483 | Édouard IV           | Son mari est restauré en avril 1471 et règne jusqu'à sa mort. | Blason d'Élisabeth Woodville. |
| Portrait imaginaire d'Anne.                  | Anne Neville (11 juin 1456 – 16 mars 1485)               | 1483 – 1485 | Richard III          | Fille du comte de Warwick Richard Neville et d'Anne de Beauchamp, veuve du prince Édouard (le fils d'Henri VI), elle épouse Richard le 12 juillet 1472 et elle est sacrée le 6 juillet 1483. Ils ont un fils, Édouard. Elle meurt quelques mois avant son mari. | Blason d'Anne Neville. |

### Sous les Tudor (1485-1603)
| Portrait                                | Nom                                                     | Dates       | Conjoint    | Remarques | Blason                           |
| --------------------------------------- | ------------------------------------------------------- | ----------- | ----------- | --- | -------------------------------- |
| Portrait imaginaire d'Élisabeth d'York. | Élisabeth d'York (11 février 1466 – 11 février 1503)    | 1486 – 1503 | Henri VII   | Fille du roi d'Angleterre Édouard IV et d'Élisabeth Woodville, elle épouse Henri le 18 janvier 1486 et elle est sacrée le 25 novembre 1487. Ils ont sept enfants : Arthur, Marguerite, Henri VIII, Élisabeth, Marie, Edmond et Catherine. | Blason d'Élisabeth d'York.       |
| Portrait de Catherine d'Aragon.         | Catherine d'Aragon (16 décembre 1485 – 7 janvier 1536)  | 1509 – 1533 | Henri VIII  | Fille du roi d'Aragon Ferdinand le Catholique et de la reine de Castille Isabelle la Catholique, veuve du prince Arthur Tudor, elle épouse Henri le 11 juin 1509 et elle est sacrée le 23. Ils ont sept enfants, dont Henri et Marie Ire. Leur mariage est annulé par l'archevêque de Cantorbéry Thomas Cranmer le 23 mai 1533.                                | Blason de Catherine d'Aragon.    |
| Portrait d'Anne Boleyn.                 | Anne Boleyn (vers juillet 1501 – 19 mai 1536)           | 1533 – 1536 | Henri VIII  | Fille du comte Thomas Boleyn et d'Elizabeth Howard, elle épouse en secret Henri en 1533. Leur union est déclarée valide par l'archevêque de Cantorbéry Thomas Cranmer le 28 mai et elle est sacrée le 1er juin. Ils ont une fille, Élisabeth Ire. Arrêtée sous vingt-et-un chefs d'accusation, elle est condamnée à mort et exécutée le 19 mai 1536.           | Blason d'Anne Boleyn.            |
| Portrait de Jeanne Seymour.             | Jeanne Seymour (vers 1508 – 24 octobre 1537)            | 1536 – 1537 | Henri VIII  | Fille de John Seymour (en) et de Margery Wentworth (en), elle épouse Henri le 30 mai 1536. Proclamée reine le 4 juin, elle n'est jamais sacrée. Elle a un fils, Édouard VI, et meurt des suites de l'accouchement. | Blason de Jeanne Seymour.        |
| Portrait d'Anne de Clèves.              | Anne de Clèves (22 septembre 1515 – 16 juillet 1557)    | 1540        | Henri VIII  | Fille du duc de Clèves Jean III et de Marie de Juliers-Berg, elle épouse Henri le 6 janvier 1540. L'union n'est jamais consommée et annulée le 9 juillet. | Blason d'Anne de Clèves.         |
| Portrait supposé de Catherine Howard.   | Catherine Howard (entre 1520 et 1525 – 13 février 1542) | 1540 – 1541 | Henri VIII  | Fille d'Edmund Howard et de Joyce Culpeper, elle épouse Henri le 28 juillet 1540. Ils n'ont pas d'enfants. Accusée d'adultère, elle est déchue de son titre de reine le 22 novembre 1541, condamnée à mort et exécutée le 13 février 1542. | Blason de Catherine Howard.      |
| Portrait imaginaire de Catherine Parr.  | Catherine Parr (1512 – 5 septembre 1548)                | 1543 – 1547 | Henri VIII  | Fille de Thomas Parr de Kendal (en) et de Maud Green, veuve d'Edward Burgh (en) et de John Neville, elle épouse Henri le 12 juillet 1543. Ils n'ont pas d'enfants. Après la mort du roi, en 1547, elle se remarie avec le baron Thomas Seymour. | Blason de Catherine Parr.        |
| Portrait de Guildford Dudley.           | Guilford Dudley (1535 – 12 février 1554)                | 1553        | Jeanne Grey | Fils du duc de Northumberland John Dudley et de Jane Dudley, il épouse Jeanne le 15 mai 1553. Son épouse est proclamée reine à la mort d'Édouard VI, le 6 juillet, mais elle est déposée dès le 19 par sa cousine Marie Ire et les deux époux sont exécutés l'année suivante.                                                                                  | Blason de Guildford Dudley.      |
| Portrait de Philippe de Habsbourg.      | Philippe de Habsbourg (21 mai 1527 – 13 septembre 1598) | 1554 – 1558 | Marie Ire   | Fils de l'empereur Charles Quint et d'Isabelle de Portugal, veuf de Marie-Manuelle de Portugal, il épouse Marie le 25 juillet 1554 et partage tous les titres de sa femme à part entière. Ils n'ont pas d'enfants. Il est également roi d'Espagne à partir de 1556. Après la mort de Marie, il se remarie avec Élisabeth de Valois, puis avec Anne d'Autriche. | Blason de Philippe de Habsbourg. |

### Sous les Stuart (1603-1714)
| Portrait | Nom                                                              | Dates       | Conjoint    | Remarques | Blason                              |
| --- | ---------------------------------------------------------------- | ----------- | ----------- | --- | ----------------------------------- |
| Portrait d'Anne de Danemark. | Anne de Danemark (12 décembre 1574 – 2 mars 1619)                | 1603 – 1619 | Jacques Ier | Fille du roi de Danemark Frédéric II et de Sophie de Mecklembourg-Güstrow, elle épouse Jacques le 20 août 1589, alors qu'il n'est que roi d'Écosse. Elle est sacrée reine d'Angleterre le 25 juillet 1603, le même jour que son mari. Ils ont sept enfants, dont Henri-Frédéric, Élisabeth, Charles Ier, Marie et Sophie.                                                  | Blason d'Anne de Danemark.          |
| Portrait d'Henriette-Marie de France. | Henriette-Marie de France (25 novembre 1609 – 10 septembre 1669) | 1625 – 1649 | Charles Ier | Fille du roi de France Henri IV et de Marie de Médicis, elle épouse Charles le 13 juin 1625. Elle n'est jamais sacrée. Ils ont neuf enfants, dont Charles II, Marie-Henriette, Jacques II, Élisabeth, Henri et Henriette. Après la déposition et l'exécution de son mari, elle termine sa vie en France.                                                                   | Blason d'Henriette-Marie de France. |
| Sous le Protectorat, l'épouse du lord-protecteur porte le titre de « lady protectress ». Il est porté de manière certaine par la femme d'Oliver Cromwell, Elizabeth Bourchier (en), de 1653 à 1658, et peut-être ensuite par Dorothy Maijor (en), femme de Richard Cromwell, en 1659. |                                                                  |             |             | |                                     |
| Portrait de Catherine de Bragance. | Catherine de Bragance (25 novembre 1638 – 31 décembre 1705)      | 1662 – 1685 | Charles II  | Fille du roi de Portugal Jean IV et de Louise-Françoise de Guzmán, elle épouse Charles le 21 mai 1662, mais elle n'est jamais sacrée parce qu'elle est catholique. Ils n'ont pas d'enfants. Après la mort de son mari, elle reste quelque temps en Angleterre avant de finir sa vie au Portugal.                                                                           | Blason de Catherine de Bragance.    |
| Portrait de Marie de Modène. | Marie de Modène (5 octobre 1658 – 7 mai 1718)                    | 1685 – 1688 | Jacques II  | Fille du duc de Modène Alphonse IV et de Laure Martinozzi, elle se marie le 30 septembre 1673 avec Jacques, veuf de sa première femme Anne Hyde. Elle est sacrée le même jour que son mari, le 23 avril 1685. Ils ont sept enfants, dont Jacques-François et Louise-Marie-Thérèse. Après la déposition de son mari, elle l'accompagne en exil et termine sa vie en France. | Blason de Marie de Modène.          |
| Portrait de Georges de Danemark. | Georges de Danemark (2 avril 1653 – 28 octobre 1708)             | 1702 – 1707 | Anne        | Fils du roi de Danemark Frédéric III et de Sophie-Amélie de Brunswick-Calenberg, il épouse Anne le 28 juillet 1683. De leurs enfants, seul Guillaume survit à la petite enfance. Il est le dernier prince consort d'Angleterre et d'Écosse, ces royaumes étant remplacés par celui de Grande-Bretagne par les Actes d'Union de 1707.                                       | Blason de Georges de Danemark.      |